# Jay Basu
Jay Basu (Londen, 1979) is een Engels schrijver en scenarist. Hij is vooral bekend door zijn roman The Stars Can Wait, over twee broers in Opper-Silezië tijdens de Tweede Wereldoorlog. Hij schreef dit boek aan de hand van gesprekken met zijn grootvader. Het boek is genomineerd voor de LA Times Best First Novel Award.
Ook schreef hij het scenario voor de film Song of Songs, over seksualiteit en geweld in de orthodox-joodse gemeenschap in Londen. De film kreeg een speciale vermelding op het Edinburgh Film Festival van 2005. Anno 2010 werkt hij aan een film over de tovenaar Merlijn in een moderne setting.
Basu heeft een Indiase vader en een Pools-Russische moeder van Joodse afkomst. Hij studeerde in 1999 af aan de universiteit van Cambridge.

## Werken
- 2003: The Stars Can Wait (roman)
- 2005: Song of Songs (filmscenario)

- Biblioteca Nacional de España: XX5593606
- Library of Congress Control Number: n2001035960
- Nationale Bibliotheek van Tsjechië: xx0243556
- Nederlandse Thesaurus van Auteursnamen: 227863798
- Système universitaire de documentation: 200565567
- Virtual International Authority File: 79492936